# میکی ناراهاشی
میکی ناراهاشی (انگلیسی: Miki Narahashi; ۲۵ ژانویهٔ ۱۹۶۰ – ) صداپیشه اهل ژاپن بود. وی از سال ۱۹۸۳ میلادی تاکنون مشغول فعالیت بوده‌است.